# Галтіу
Галтіу (рум. Galtiu) — село у повіті Алба в Румунії. Входить до складу комуни Синтімбру.
Село розташоване на відстані 268 км на північний захід від Бухареста, 9 км на північний схід від Алба-Юлії, 70 км на південь від Клуж-Напоки.

## Населення
За даними перепису населення 2002 року у селі проживали 462 особи.
Національний склад населення села:
| Національність | Кількість осіб | Відсоток |
| -------------- | -------------- | -------- |
| румуни         | 440            | 95,2%    |
| цигани         | 20             | 4,3%     |

Рідною мовою назвали:
| Мова      | Кількість осіб | Відсоток |
| --------- | -------------- | -------- |
| румунська | 447            | 96,8%    |
| циганська | 13             | 2,8%     |